# Vaira Vīķe-Freiberga
Vaira Vīķe-Freiberga, née le 1er décembre 1937 à Riga, est une femme d'État lettonne, présidente de la république de Lettonie de 1999 à 2007.
Élue présidente de la république de Lettonie en 1999, Vaira Vīķe-Freiberga fut réélue en 2003 pour un second mandat. Elle est la première femme à occuper la fonction de présidente.

## Biographie

### Enfance marquée par la guerre
Vaira Vīķe nait en 1937 dans un pays en pleine effervescence nationaliste. Elle a trois ans quand le pacte germano-soviétique permet à l'URSS d'envahir et d'annexer la Lettonie. Les premières années de la future présidente se déroulent donc dans un climat de violence extrême : à une invasion soviétique particulièrement brutale succède en 1941 une invasion allemande encore plus barbare, suivie trois ans plus tard du retour de l'URSS qui annexe à nouveau le pays. Au sortir de la Seconde Guerre mondiale, elle a sept ans et ses parents sont devenus des réfugiés. Fuyant l’occupation soviétique, sa famille quitte la Lettonie le 1944-1945 avec ce statut pour l'Allemagne,.

### Jeunesse exilée au Maroc
La famille vivra ainsi successivement en Allemagne, au Maroc et au Canada,.
Vaira Vīķe commence ses études à Daourat du nom d'un barrage en construction au Maroc sous protectorat français. Son père y a trouvé un poste sur le chantier. Après l'école primaire de Daourat, elle rejoint le Collège de jeunes filles Mers-Sultan à Casablanca, devenue ensuite lycée « El Khansaâ » du nom d'une poétesse arabe. C'est au sein de cet établissement que la future présidente effectue ses études secondaires de 1950 à 1954. Après le letton et l'allemand, le français devient sa « troisième langue maternelle ».

### Études anglophones et scientifiques
Âgée de 16 ans, en 1954, elle suit sa famille au Canada où elle est brièvement employée de banque avant de suivre des études supérieures. Elle est diplômée de l'Université de Toronto. Durant ses études elle travaille comme enseignante dans une école privée de jeunes filles et traductrice d’espagnol, puis prend un poste à temps plein de psychologue-clinicienne à l’Hôpital psychiatrique de Toronto (1960–1961). Elle reprend ses études à l'Université McGill et obtient un doctorat en psychologie en 1965.

### Carrière scientifique
Vaira Vīķe-Freiberga enseigne à l'Université de Montréal en qualité de professeur de psychologie de 1965 à 1998. Les matières qu'elle enseigne sont la psychopharmacologie, la psycholinguistique, les théories scientifiques, les méthodes expérimentales, le langage et le processus cognitif. Durant cette période, elle est membre et dirigeante de plusieurs comités canadiens académiques, institutionnels et gouvernementaux, tant disciplinaires qu’interdisciplinaires, ainsi que d’organisations scientifiques nationales et internationales. Elle est titulaire de prix et distinctions honorifiques pour ses travaux dans le domaine des sciences humaines et sociales, dont la Médaille Pierre-Chauveau (1995) ainsi que la Bourse Killam (1993).
En même temps, elle poursuit des recherches sur la sémiotique, la poétique et la structure compositionnelle des textes de chansons folkloriques lettonnes (dainas). Durant cette période, elle devient l’auteur de sept livres et d'environ 160 articles ou chapitres de livres et au-delà de 250 discours ou communications scientifiques ou générales publiés en anglais, français ou letton.
Elle épouse Imants Freibergs (lv), professeur d'informatique à l'Université du Québec à Montréal, aujourd'hui retraité. Ancien président de l'Association des technologies d'information et de communication de Lettonie (LIKTA) entre 2001 et 2009, il s'est souvent fait discret durant le mandat présidentiel de son épouse. Le couple a deux enfants : Karlis et Indra.
En 1998, Vaira Vīķe-Freiberga retourne en Lettonie pour diriger l'Institut de Lettonie, une organisation visant à promouvoir le pays, l'Institut de Lettonie.

### Présidence de la république de Lettonie

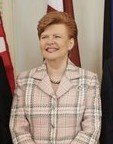
Vaira Vīķe-Freiberga, le 7 mai 2005.

Le 17 juin 1999, Vaira Vīķe-Freiberga est élue présidente de la république de Lettonie, devenant la première femme à accéder à cette fonction,. Elle n'était pas candidate originellement, mais la Saeima n'a pas pu élire un président dès le premier tour. Ainsi Vaira Vīķe-Freiberga est choisie comme candidate de compromis, et qui n'est affiliée à aucun parti politique de la Saeima, même si elle est de sensibilité de centre-droit. Malgré cette sensibilité, sa candidature est sollicitée au deuxième tour par les socio-démocrates qui voient en elle la seule candidate de consensus. Elle est réélue pour un deuxième mandat le 20 juin 2003 avec 88 voix sur 96 exprimées.
Durant ses deux mandats, elle demeure populaire parmi les Lettons. Elle est appréciée pour son courage politique et sa ténacité, et considérée en Lettonie comme une autorité morale. Souhaitant un dialogue ouvert avec la Russie, elle est la seule chef d'État balte à avoir répondu à l'invitation du président Poutine pour participer en 2005 aux célébrations du 60e anniversaire de la victoire du 9 mai 1945 à Moscou. Elle fait adhérer son pays à l'OTAN et à l'Union européenne (le pays rejoint ces deux organisations en 2004), la Lettonie rejoint les accords de Schengen et met en œuvre les efforts nécessaires pour adhérer au plus vite à la zone euro. La présidente lettone lie durant cette période des amitiés européennes décisives qui conduiront à son choix par le Conseil européen pour le groupe des sages. Son second mandat prend fin le 7 juillet 2007.
En 2005, elle est classée à la 48e place, dans un classement consacré aux femmes les plus puissantes au monde par le magazine américain Forbes.

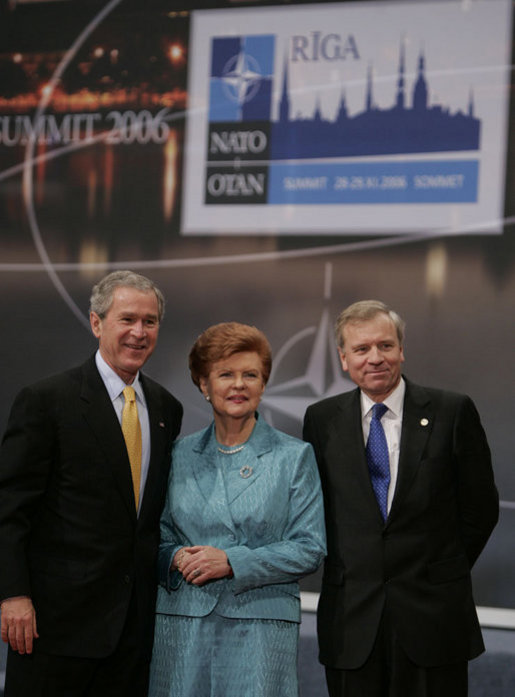
Vaira Vīķe-Freiberga avec le président américain George W. Bush et Jaap de Hoop Scheffer, au sommet de l'OTAN de Riga, 2006.

Durant sa présidence, les relations de la Lettonie avec la Russie continuent d'être envenimées par des enjeux de mémoire, liés notamment à la Seconde Guerre mondiale et à l'annexion par l'URSS des pays baltes, annexion que la Russie refuse toujours de reconnaître comme telle. En 2005, à l'occasion du soixantième anniversaire de la victoire contre le nazisme, Vaira Vīķe-Freiberga a accepté d'assister aux commémorations à Moscou, au contraire des présidents estonien et lituanien qui avaient décliné l'invitation. Elle tient cependant à rappeler le sort subi par son pays durant la guerre, au terme de laquelle la Lettonie avait à nouveau été soumise à l'occupation soviétique et au régime stalinien. La présidente lettone souligne à cette occasion que seule une moitié de l'Europe pouvait se réjouir de la victoire des Soviétiques sur les nazis, l'autre moitié étant passée d'un joug à un autre. Pour illustrer son propos, elle affirme : « Pour la Lettonie,  la fin de la seconde guerre mondiale n'est intervenue que plusieurs décennies plus tard, le 4 mai 1990 », lorsque le pays a obtenue de l'Union des républiques socialistes soviétiques (URSS) son indépendance.

### Après la présidence
Depuis la fin de sa présidence, Vaira Vīķe-Freiberga demeure active sur la scène internationale, en tant que conférencière invitée à de nombreux évènements. Elle est membre du Club de Madrid et du Conseil européen des relations étrangères (ECFR). Elle a été présidente du Comité d’identification des membres du Conseil de recherche européen, membre du Comité de support pour le Prix du livre européen 2007 et le patron honoraire du Colloque parisien sur l’enseignement des littératures européennes. Pendant le semestre de printemps 2008 elle a été chercheuse invitée (Senior Fellow) à l’Institut de politique de la Kennedy School of Government de l’Université Harvard.
En décembre 2007, les chefs d'État et de gouvernement de l'Union européenne la nomment vice-présidente du groupe de réflexion sur l'avenir de l'Europe 2020-2030, dont la tâche est de formuler des recommandations pour l'avenir du projet européen à l'horizon 2020 dans le cadre institutionnel du traité de Lisbonne. Le groupe de travail remet en mai 2010 son rapport au président du Conseil européen.

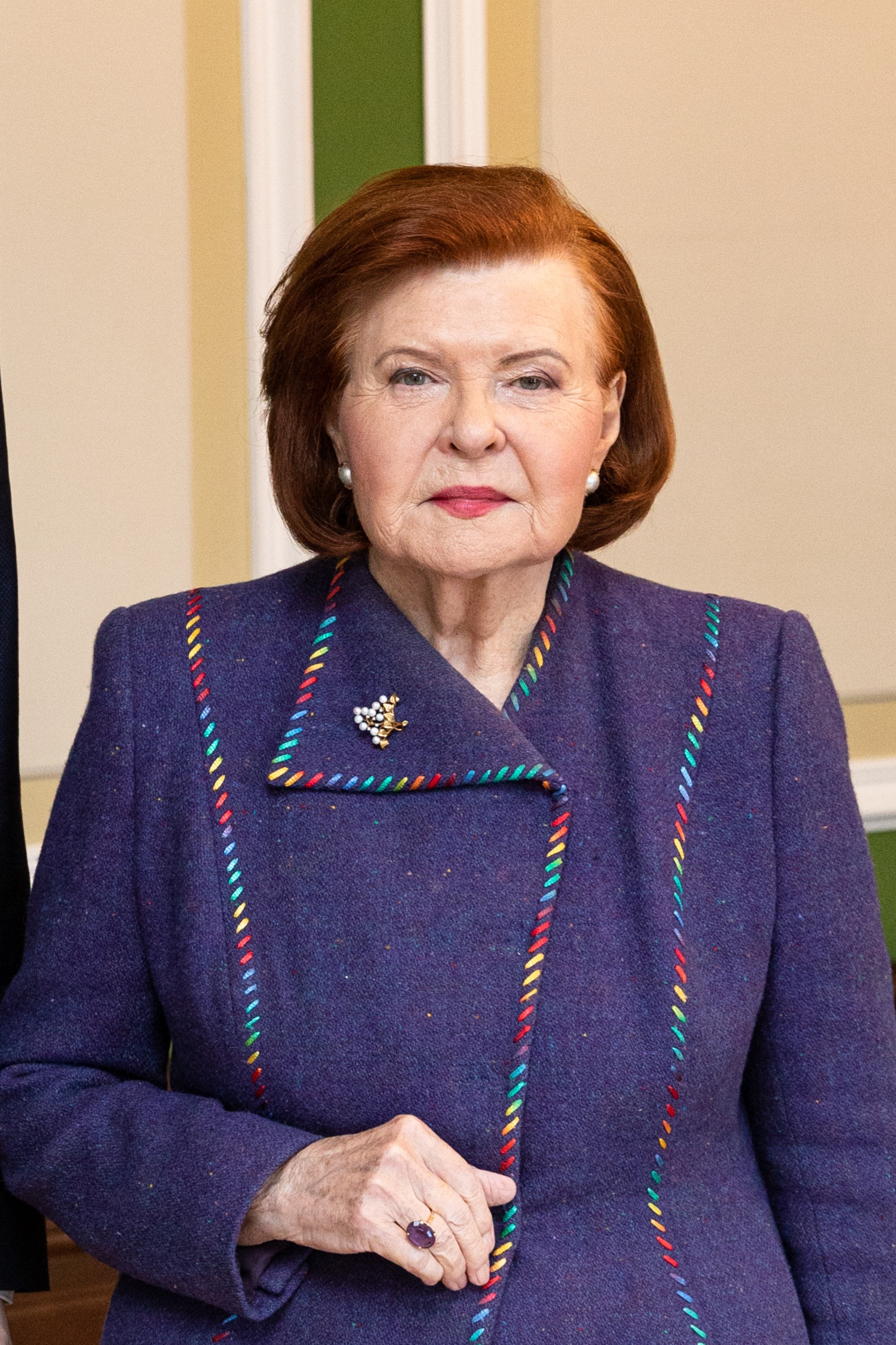
Vaira Vīķe-Freiberga en 2022.

Vaira Vīķe-Freiberga est membre du comité d'honneur de la Fondation Chirac, lancée en 2008 par l'ancien chef de l'État Français Jacques Chirac pour agir en faveur de la paix dans le monde. Elle est également membre du jury du Prix pour la prévention des conflits décerné annuellement par cette fondation.

## Honneurs et décorations
Vaira Vīķe-Freiberga est récipiendaire de plusieurs décorations et distinctions pour ses travaux dans le domaine des sciences humaines et sociales, ainsi que pour ses activités politiques; entre autres elle est lauréate du prix Hannah Arendt 2005 pour la pensée politique et de la médaille von Hayek 2009 pour la promotion de la liberté et du libre-marché. Elle a reçu 37 Ordres de mérite (première classe) et 16 doctorats honorifiques.
- Commandeur grand-croix avec chaîne de l'ordre des Trois Étoiles  Lettonie
- Grand-croix de la Viestura ordenis  Lettonie
- Grand-croix de la croix de Reconnaissance  Lettonie

### Décorations étrangères
- Ordre du Canada, avec le rang d'officier[15]  Canada
- Ordre national du Québec  Québec
- Collier de l'ordre de la croix de Terra Mariana  Estonie
- Dame grand-croix de l’ordre de Saint-Olav  Norvège
- Grand-croix de l’ordre de la Rose blanche de Finlande avec collier  Finlande
- Grand-croix de l’ordre de Vytautas le Grand  Lituanie
- Grand-croix de la classe spéciale de l’ordre du Mérite de la République fédérale d’Allemagne  Allemagne
- Grand collier de l'ordre de l'Infant Dom Henrique  Portugal
- Chevalier de l'ordre de l’Aigle blanc  Pologne
- Chevalier grand-croix avec grand cordon de l’ordre du Mérite de la République italienne  Italie
- Collier de l'ordre d’Isabelle la Catholique (Espagne, 2004)  Espagne
- Grand-croix de l'ordre du Mérite de la République  Pologne
- Collier de l'ordre de l’Étoile Blanche  Estonie
- Membre de l'ordre royal des Séraphins  Suède
- Dame grand-croix honoraire de l’ordre du Bain  Royaume-Uni
- Grand-croix de l’ordre d’Adolphe de Nassau  Luxembourg
- Grand cordon de l'ordre du Chrysanthème  Japon
- Grand cordon de l'ordre de Léopold  Belgique

## Engagement européen
Elle fait partie des signataires de la Constitution pour l'Europe.
Le 15 septembre 2006, elle annonce sa candidature au poste de secrétaire général des Nations unies. Elle devient ainsi la sixième personne à se lancer dans la course à la succession de Kofi Annan, elle est en revanche la première candidate féminine non-asiatique. Sa candidature est soutenue par les deux autres pays baltes, mais la Russie oppose son veto.
Depuis 2007, elle s'est engagée en faveur d'un renforcement de l'intégration européenne. Elle participe à des rendez-vous de la société civile européenne, des forums et des réunions internationales, elle préside également des réunions pour les institutions européennes. Surtout elle engage une réflexion de fond sur l'avenir du projet européen en tant que vice-présidente du groupe de réflexion sur l'avenir de l'Europe présidé par Felipe González.

## Publications en français
- Logique de la poésie, Bordeaux, William Blake & co éd., 2007  (ISBN 978-2-84103-161-0)
- Avec François Heisbourg et Pierre Buhler, entre autres, L'Europe et la puissance, Culturesfrance, coll. « Penser l'Europe », 2008  (ISBN 978-2354760434)